# Charlie Lowery
Charles P. "Charlie" Lowery (nacido el 12 de noviembre de 1949) es un exjugador de baloncesto estadounidense que disputó una temporada en la NBA. Con 1,91 metros de estatura, jugaba en la posición de base.

## Trayectoria deportiva

### Universidad
Jugó durante cuatro temporadas en los Loggers de la Universidad de Puget Sound, en las que promedió 14,1 puntos por partido, siendo el quinto máximo anotador de la historia de la universidad. Es el único jugador de los Loggers en llegar a jugar en la NBA.

### Profesional
Fue elegido en el puesto 125 del Draft de la NBA de 1971 por Seattle SuperSonics, pero tras ser despedido, fichó como agente libre por los Milwaukee Bucks, con los que disputó una temporada como suplente de Oscar Robertson, donde promedió 2,3 puntos y 1,0 rebotes por partido.
Jugó posteriormente en la liga menor Western Basketball Asscociation con el equipo de los Martinez Muirs.

## Estadísticas de su carrera en la NBA

### Temporada regular
| Temporada | Edad | Equipo          | Liga | Pos. | P  | TIT | MIN | TC  | TCA | %TC  | 3P | 3PA | %3P | TL  | TLA | %TL  | R.OF. | R.DEF. | REB | ASIS | ROB | TAP | PER | FP  | PTS |
| 1971-72   | 22   | Milwaukee Bucks | NBA  | PG   | 20 |     | 6.7 | 0.9 | 1.9 | .447 |    |     |     | 0.6 | 0.9 | .611 |       |        | 1.0 | 0.7  |     |     |     | 0.8 | 2.3 |
| Total     |      |                 | NBA  |      | 20 |     | 6.7 | 0.9 | 1.9 | .447 |    |     |     | 0.6 | 0.9 | .611 |       |        | 1.0 | 0.7  |     |     |     | 0.8 | 2.3 |

### Playoffs
| Temporada | Edad | Equipo          | Liga | Pos. | P | TIT | MIN | TC  | TCA | %TC  | 3P | 3PA | %3P | TL  | TLA | %TL  | R.OF. | R.DEF. | REB | ASIS | ROB | TAP | PER | FP  | PTS |
| 1971-72   | 22   | Milwaukee Bucks | NBA  | PG   | 7 |     | 3.7 | 0.3 | 1.1 | .250 |    |     |     | 0.3 | 0.4 | .667 |       |        | 0.4 | 0.1  |     |     |     | 0.6 | 0.9 |
| Total     |      |                 | NBA  |      | 7 |     | 3.7 | 0.3 | 1.1 | .250 |    |     |     | 0.3 | 0.4 | .667 |       |        | 0.4 | 0.1  |     |     |     | 0.6 | 0.9 |